# Ирод Агриппа II
Ма́рк Ю́лий Агри́ппа II — (27—93), царь Иудеи, сын Ирода Агриппы I, внук Аристобула и правнук Ирода Великого. Четвёртый и последний правитель из династии Иродиад.

## Биография
Воспитанный в Риме, при дворе императора Клавдия, остался после смерти отца 17-летним юношей, отчего и не решились передать ему всех полномочий его отца. Иудея была оставлена в ведении правителей из римлян, Агриппа же получил владения прежней Филиппской тетрархии, а в Иерусалиме ему было поручено только верховное наблюдение над храмом и право назначения первосвященников. По смерти Клавдия (54 год) император Нерон прибавил к его владениям часть Галилеи с главным городом Тивериадой.

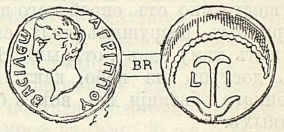
Монета Агриппы II
(рисунок, использованный в «ПБЭ» и «ЕЭБЕ», был взят из книги Madden, «Coins of Jews»)

Таким образом, Агриппа II считается последним царем иудейским, хотя в нём ничего иудейского не было. Как он, так и все потомки Ирода, как в нравах, так и в чувствах своих совершенно выродились и сделались полными римлянами и язычниками.
Агриппа II умер в 3-й год царствования Траяна, на 51-м году своего царствования, 68 лет от роду. У него был племянник, сын его сестры Друзиллы, которого также звали Агриппой и который погиб вместе со своей женой в 79 году нашей эры при извержении Везувия, засыпавшем города Геркуланум и Помпеи.
В еврейских источниках говорится, что Агриппа имел инцест с родной сестрой Береникой. Береника была женщиной необычайной красоты, до этого была замужем уже за двумя царями. Позже она была любовницей  императора Тита, сына императора Веспасиана. Другая сестра его, Друзилла, бросила своего мужа, эмесского царя Азиза, открыто перешла в язычество и вышла замуж за римского претора Феликса.
Когда наступил последний час иудейского царства, то при осаде Иерусалима последний иудейский царь находился в рядах римлян.

## Упоминания вБиблии

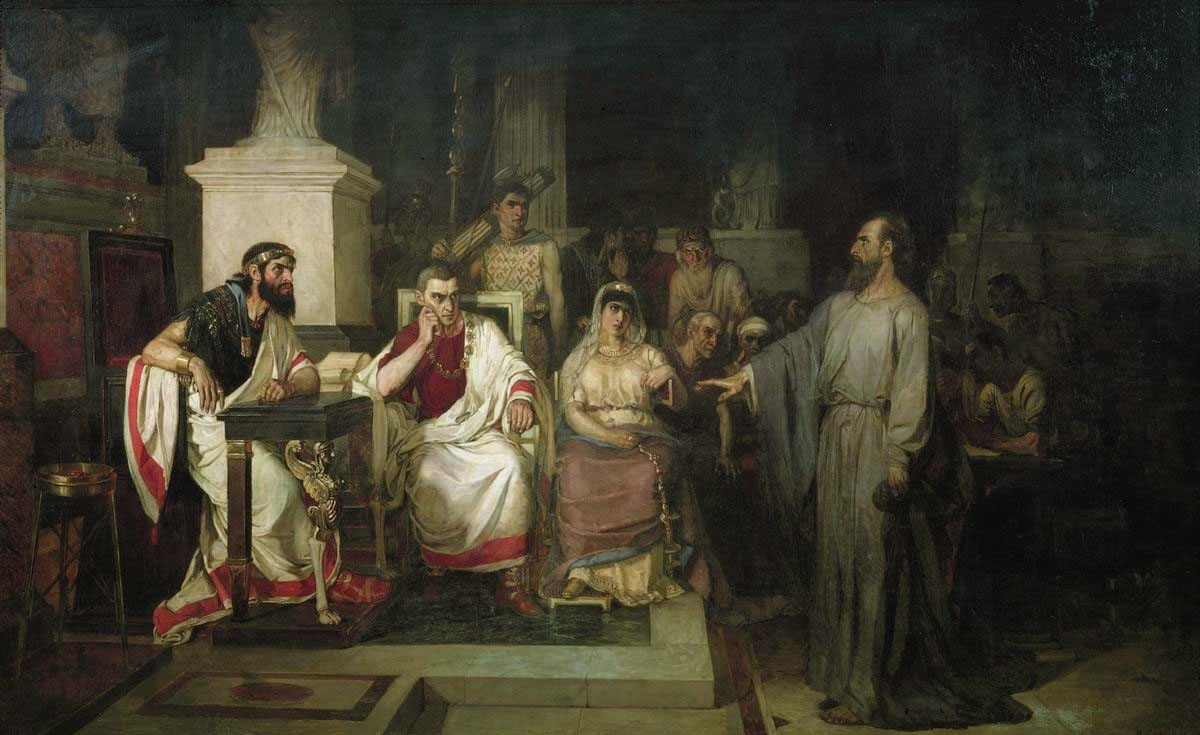
В. Суриков. Апостол Павел объясняет догматы веры в присутствии царя Агриппы, сестры его Береники и проконсула Феста

Агриппа II, согласно библейской книге Деяний святых апостолов (Деян. 25:13—26:32), выслушал защитительную речь апостола Павла и нашёл последнего невиновным. Павел в то время был заключён в Кесарии, куда Агриппа II прибыл вместе со своей сестрой Береникой с целью поздравить Порция Феста с занятием высокой должности римского прокуратора Иудеи.